# Barrage d'Oahe
Le barrage d'Oahe est un barrage sur le Missouri situé entre les comtés de Hughes et de Stanley dans le Dakota du Sud aux États-Unis. Le barrage a créé le lac Oahe.

## Historique
Le barrage d’Oahe a été autorisé par le Flood Control Act de 1944, et la construction par le Corps des ingénieurs de l’armée des États-Unis a commencé en 1948. Le barrage principal en terre a atteint son niveau maximal en octobre 1959. Il a été officiellement consacré par le président John F. Kennedy le 17 août 1962, l’année où il a commencé à produire de l’électricité. Le coût initial du projet était de 340 000 000 $.

### Source
- (en) Cet article est partiellement ou en totalité issu de l’article de Wikipédia en anglais intitulé « Oahe Dam » (voir la liste des auteurs).